# Luci sull'asfalto
Luci sull'asfalto (The Mob) è un film statunitense del 1951 diretto da Robert Parrish.
È un film noir con protagonisti Broderick Crawford, nel ruolo di un poliziotto che si infiltra nella mafia per contrastare le attività illecite nei cantieri navali, Betty Buehler e Richard Kiley. È basato sul romanzo Waterfront di Ferguson Findley. Charles Bronson fa una delle sue prime apparizioni  nel ruolo di uno scaricatore di porto.

## Trama
Dopo essersi messo nei guai per aver lasciato fuggire un assassino, il poliziotto Johnny Damico si fa assumere come manovale in un porto, così da poter arrivare ai pezzi grossi dell'organizzazione criminale che ne detiene il controllo e scoprire alla fine il colpevole dell'omicidio.

## Produzione
Il film, diretto da Robert Parrish su una sceneggiatura di William Bowers con il soggetto di Ferguson Findley (autore del romanzo), fu prodotto da Jerry Bresler per la Columbia Pictures Corporation. Il titolo di lavorazione fu Waterfront.

## Distribuzione
Il film fu distribuito negli Stati Uniti dal 17 ottobre 1951 al cinema dalla Columbia Pictures.
Alcune delle uscite internazionali sono state:
- negli Stati Uniti il 7 settembre 1951 (première)
- in Svezia il 17 marzo 1952 (Polisfällan)
- in Germania Ovest il 20 novembre 1952 (Die Spur führt zum Hafen)
- in Francia il 5 dicembre 1952 (Dans la gueule du loup)
- in Danimarca il 5 gennaio 1953 (Politifælden)
- in Portogallo il 7 agosto 1953 (Sombras no Asfalto)
- in Turchia nel settembre del 1953 (Kanli sokak)
- in Austria nel marzo del 1954 (Die Spur führt zum Hafen)
- in Spagna (El poder invisible)
- nel Regno Unito (Remember That Face)
- in Yugoslavia (Rulja)
- in Finlandia (Satamapoliisi)
- in Grecia (Sto vourko tou eglimatos)
- in Italia (Luci sull'asfalto)

## Promozione
Le tagline sono:
- "The coldest crew since The killers".
- "The mob that defied the Kefauver Committee".

## Critica
Secondo il Morandini il film è "tecnicamente corretto, narrato e recitato con meccanica scioltezza" risultando una "macchina narrativa che si esaurisce nella durata della sua carica".